# Prowincja Zachodnia (Sri Lanka)
Prowincja Zachodnia (syng. බස්නාහිර පළාත, tamil. மேல் மாகாணம்) – prowincja w zachodniej Sri Lance, najgęściej zaludniony teren na wyspie.
Podzielona jest na trzy dystrykty:
- Dystrykt Kolombo – 642 km²
- Dystrykt Gampaha – 1.386,6 km²
- Dystrykt Kalutara – 1.606 km²